# سفارتنامه
السفارتنامه (بالفارسية وبالتركية العثمانية: سفارتنامه أو سفارت‌نامه، وتعني كتاب السفارة) هي شكل أدبي عثماني قريب من الرحلة، إلا أنه يختص بسرد وقائع رحلات السفراء العثمانيين إلى البلدان الأجنبية. كانت كتب "السفارت نامه" تُكتب بأيدي السفراء، وهم موظفون رسميون في بلاط السلطان العثماني، ولذا كانت تتخذ شكلًا شبه رسمي. وتنقل هذه المؤلفات رؤية المثقفين العثمانيين آنذاك إلى العالم الخارجي، ولا سيما العالم الغربي.
من أوائل نماذج السفارتنامه في الأدب العثماني "سفارت نامه" قره محمد جلبي، التي سرد فيها وقائع سفارته إلى فيينا سنة 1655م.